# Рамзи, Гордон
Го́рдон Джеймс Ра́мзи (англ. Gordon James Ramsay; род. 8 ноября 1966, Джонстон, Шотландия) — британский шеф-повар, ресторатор, ведущий британских телешоу The F Word, «Кошмары на кухне» и «Адская кухня», а также их американских версий.
Фирменный ресторан Рамзи в Лондоне — Restaurant Gordon Ramsay — был удостоен трёх звёзд Мишлен, а в сумме рестораны Рамзи удостоились 16 звёзд Мишлен — достижение, которым прежде могли похвастаться только лишь французские шефы. В 2013 году Рамзи удерживал 7 звёзд Мишлен.

## Биография

### Ранние годы
Гордон Джеймс Рамзи родился 8 ноября 1966 года в шотландском городе Джонстон, однако в связи с бурной (и безуспешной) коммерческой деятельностью отца провёл детство в постоянных переездах, пока в 1976 году семья наконец-то осела в городе Стратфорд-на-Эйвоне. Серьёзно увлекался футболом и с 12 лет начал играть за команду города Уорикшир в категории «юноши до 14 лет». В 19 лет получил приглашение играть за клуб «Рейнджерс», но последовавшая травма мениска левой ноги поставила крест на дальнейшей карьере футболиста.

### Карьера
После окончания школы Рамзи принял спонтанное решение поступить в колледж, обучающий управлению отелем и рестораном. Когда стало ясно, что травма ноги несовместима со спортивной карьерой, Рамзи начал всё более втягиваться в кулинарию. По окончании колледжа он переехал в Лондон и получил свою первую работу в престижном ресторане Harveys под руководством Марко Пьера Уайт.

#### Ученик
Спустя два года Рамзи перешёл в ресторан Le Gavroche, первый трехзвёздочный ресторан Великобритании (на тот момент уже лишённый третьей звезды), где совершенствовал навыки классической французской кухни у потомственного шефа Альбера Ру. Через год Ру решил покинуть Le Gavroche и позвал Гордона Рамзи с собой в Hotel Diva, новый курортный фешенебельный ресторан во французской части Альп. Через некоторое время Рамзи перебрался в Париж, где работал с такими шефами, как Ги Савуа и Жоэль Робюшон на протяжении трёх лет. Завершив своё обучение, Рамзи принял предложение поработать шеф-поваром на частной яхте.

#### Шеф-повар
После годичного «парусного» отдыха на Бермудах Рамзи возвратился в Лондон и получил место шефа в La Tante Claire в Челси. Однако вскоре поступило приглашение от бывшего наставника Альбера Ру занять место шефа в Aubergine (тогда ещё носившего название Rossmore). Рамзи взялся за новую работу и в течение четырёх лет поднимал рейтинг ресторана до двух звёзд Мишлен. Но по причине разногласий с остальными владельцами (на тот момент Рамзи владел 25 % акций ресторана) он покинул Aubergine, а вместе с ним ушёл обслуживающий персонал и кухня в полном составе. По признанию Рамзи, это решение было одним из самых трудных в его карьере, однако оно стало рождением Рамзи как предпринимателя. Впоследствии против Рамзи был подан иск на сумму в миллион фунтов стерлингов за причинённый ущерб, так как ресторан был вынужден закрыться на три месяца по причине отсутствия персонала. Судебная тяжба была разрешена полюбовно, однако детали так и не были разглашены.

#### Предприниматель
В 1998 году Рамзи открыл свой первый собственный ресторан Gordon Ramsay at Royal Hospital Road, получивший три звезды в 2001 году, что сделало Рамзи единственным шефом-британцем с высочайшим рейтингом Мишлен на тот момент и единственным трехзвёздочным шефом-шотландцем. В том же году он открыл ресторан Pétrus в качестве шефа-патрона (фр. Chef Patron), прославившийся в Британии «винным» эпизодом с банкирами, которые потратили 44 тысячи фунтов на вино для обеда из шести персон.
Несмотря на слегка скандальный привкус славы, Pétrus заслужил звезду Мишлен менее чем за год, а в 2007 году получил вторую.
В начале XXI века ресторанная империя Рамзи быстро росла, с января 2021 года в неё входит 10 ресторанов в Великобритании, 6 из которых имеют минимум одну звезду, 3 паба и 12 ресторанов за пределами Соединённого Королевства. Примерная стоимость Gordon Ramsay Holdings Limited составляет 165 миллионов долларов, 69 % которых принадлежат самому Рамзи.

## Публицистика
В 1997 году вышла первая книга Рамзи под названием Passion for Flavour (в переводе с англ. — «Страсть к вкусу»). За ней следовали Passion for Seafood, A Chef for all Seasons, Just Desserts и Secrets, в которых Гордон делился своими рецептами и общими взглядами на кулинарию. К ноябрю 2007 года Гордон Рамзи выпустил 14 книг, включая две автобиографии — Humble Pie и Playing With Fire».

## Телевидение
В 1998 году вышел теледебют Рамзи под названием «Точка кипения» (англ. Boiling Point), являвшийся серией телеочерков о роли ресторана в его жизни. После определённого успеха мини-сериала вышла его вторая часть — «За точкой кипения» (англ. Beyond Boiling Point). Однако настоящий успех и славу среди широкой аудитории, не заинтересованной в кулинарии на профессиональном уровне, Гордону Рамзи принесли два телешоу — «Кошмары на кухне» и «Адская кухня», которые в отличие от «Точек кипения» являются именно шоу, а не документальными сериалами.

### «Кошмары на кухне»
Телешоу стартовало в 2004 году на канале Channel 4 британского телевидения. В вольном переводе с английского название можно перевести как «Кошмары на кухне». В каждой передаче Гордон Рамзи посещает один ресторан, стоящий на грани финансового краха, и в течение одной недели пытается выявить его проблемы. Как правило, он действует в одиночку, за исключением помощи дизайнеров, которые могут немного украсить интерьер ресторана. В Великобритании полностью вышло семь сезонов шоу «Кошмаров на кухне».
В 2007 году на канале телекомпании Fox началась трансляция американской версии шоу.
Концепция шоу осталась схожей, основными отличиями являлось то, что рестораны в передаче были американскими (преимущественно из штата Нью-Джерси), Гордон Рамзи посещал их повторно по прошествии некоторого времени (дабы посмотреть, как идут дела), а также существенная драматизация сюжета, обострение конфликтов и щедрое расходование средств на обновление интерьеров, не практикующееся в британской версии. По итогам рейтингов за сентябрь—октябрь практически сразу было принято решение о съёмках второго сезона.

### The F Word
В октябре 2005 года на британском канале Channel 4 стартовало кулинарное телешоу Гордона Рамзи The F Word.
Как и прочие телешоу Рамзи, основной объект интереса в шоу — пища, однако отсутствует концентрация на «высокой кухне», как во многих других материалах Рамзи. Основная идея телешоу — доказать зрителю, что приготовление вкусной и здоровой пищи вовсе не требует большого количества времени, энергии или денег. Шоу выдержало пять сезонов и завершилось в конце 2009 года.

### Адская кухня
С 2005 года на американском канале Fox началась трансляция кулинарного реалити-шоу Гордона Рамзи под названием «Адская кухня».
Несмотря на кулинарную ориентацию шоу, оно отличается высоким «накалом страстей» и существенной драматизацией сюжета. Лейтмотив шоу — состязание между участниками за позицию шефа в известном ресторане.

### MasterChef
В июле 2010 года на американском канале Fox была запущена американская версия британского кулинарного реалити-шоу MasterChef, одним из создателей которой выступил Гордон Рамзи. В основу шоу легли соревнования поваров-любителей за звание шеф-повара, особый кубок, денежный приз и возможность издать собственную кулинарную книгу.

## Список ресторанов Гордона Рамзи

### ВВеликобритании
- «Restaurant Gordon Ramsay» (три звезды Мишлен), Лондон
- «Pétrus» (две звезды Мишлен), Белгравия
- «Gordon Ramsay at Claridge’s» (одна звезда Мишлен), Лондон
- «The Boxwood Café», Лондон
- «Maze» (одна звезда Мишлен), Лондон
- «Maze Grill», Лондон
- «Foxtrot Oscar», Лондон
- «Gordon Ramsay’s Plane Food» (Аэропорт Хитроу, Лондон)
- «Murano» (одна звезда Мишлен), Лондон
- «York and Albany», Лондон
- «Union Street Café», Лондон

### За пределами
- «Le Pressoir d'Argent - Gordon Ramsay» (две звезды Мишлен), Франция, Бордо
- «Gordon Ramsay at The London» (две звезды Мишлен), Нью-Йорк, США
- «The London Bar», Нью-Йорк, США
- «Maze by Gordon Ramsay at The London», Нью-Йорк, США
- «Gordon Ramsay at The London, West Hollywood» (одна звезда Мишлен), Западный Голливуд, Лос-Анджелес, США
- «Cielo by Angela Hartnett», Бока Ратон, Флорида, США
- «Gordon Ramsay at Conrad Tokyo», Токио, Япония
- «Verre at the Hilton Dubai Creek», Дубай, Арабские Эмираты — закрыт с октября 2011[13]
- «Gordon Ramsay at Powerscourt», Дублин, Ирландия
- «Gordon Ramsay au Trianon» (две звезды Мишлен), Версаль, Франция
- «La Veranda», Версаль, Франция
- «Gordon Ramsay at Castel Monastero», Тоскана, Италия
- «Gordon Ramsay at Forte Village», Сардиния, Италия
- «The Gordon Ramsay Doha», Доха, Катар
- «Opal by Gordon Ramsay», Доха, Катар
- «Gordon Ramsay Steak», отельный комплекс Paris Las Vegas, Лас-Вегас, США
- «Bread Street Kitchen Singapore», Сингапур
- Bread Street Kitchen Dubai 2015

### Пабы
- «La Noisette», Лондон
- «The Narrow», Лондон
- «The Devonshire», Лондон

## Личная жизнь
В 1996 году Гордон Рамзи женился на бывшей школьной учительнице Кайетане (Тане) Элизабет Хатчесон (Cayetana Elizabeth (Tana) Hutcheson), отец которой являлся управляющим ресторанной империей Рамзи, пока в 2017 не отсидел полгода в тюрьме за многократные попытки взлома бизнес-файлов Рамзи. У них шестеро детей: Меган (1998), двойняшки Джек и Холли (1999), Матильда (2001), Оскар (2019), Джесси Джеймс (2023). Старшие дети Гордона принимали активное участие в первых двух сезонах телешоу The F Word.Холли Анна Рамзи и Адам Пити встречаются уже три года. Их познакомила сестра Холли, 22-летняя Тилли, которая вместе с пловцом выступала на британском аналоге шоу «Танцы со звёздами» в 2021 году. 
В сентябре 2024 года Адам сделал Холли предложение руки и сердца. Об этом девушка сообщила в своём Instagram-аккаунте, опубликовав фотографии с обручальным кольцом. 
Предложение Пити сделал практически сразу после завершения Олимпийских игр в Париже, где он завоевал серебряную медаль в заплыве на 100 метров брассом. До этого он уже выигрывал серебро в 2016 и 2020 году, а также взял золото в 2020 году в смешанной комбинированной эстафете
13 мая 2016 года стало известно, что пара ожидает ребёнка, мальчика. Тем не менее через месяц стало известно, что у Таны случился выкидыш на 5 месяце беременности, о чём Гордон сообщил на своей странице на фейсбуке.
Гордон Рамзи известен дружескими отношениями с одним из своих шефов — Маркусом Вэйрингом (англ. Marcus Wareing), главой двухзвёздного Petrus. Маркус во многом повторил путь своего партнёра, он начинал работать с Ги Сава, Альбером Ру и наконец с самим Гордоном, в ресторане Aubergine — су-шефом (фр. Sous-Chef). В 2000 году на свадьбе Маркуса шафером был именно Рамзи, а не брат Вэйринга, о чём кратко повествуется в документальном сериале «За точкой кипения».